# 大阪府立八尾高等学校
大阪府立八尾高等学校（おおさかふりつ やお こうとうがっこう、英: Osaka Prefectural Yao High School）は、大阪府八尾市にある公立の高等学校。

## 概要
1895年（明治28年）に大阪府第三尋常中学校（旧制）として創立した。教育課程は全日制課程で普通科を設置し、教育目標は「文武両道の骨太の人材育成」。大阪教育大学と高大連携を行っていて、2・3年生の希望者は大阪教育大学天王寺キャンパス（大阪市天王寺区）で週1回大学生と一緒に講義を受講できる。他にも「出前講義」を行うなどしている。
卒業生の多くが大学進学を希望しており、元府教育長の中西正人によると「国公立大学への進学者では、大阪教育大学への進学者が一番多い」。そのほか環境教育と人権教育にも注力している。
なお2007年（平成19年）度まで、夜間に授業を行う定時制課程が併設されていた。

## 沿革
1894年（明治27年）の中学校令改正で道府県1ヶ所の中学校（旧制）の複数設置が可能となり、大阪府は郡部にも1校増設する計画を立てた。若江郡八尾村のほか、堺市・南郡岸和田町・住吉郡平野郷町・東成郡天王寺村などが誘致に動き、3校の増設が決定。翌1895年4月、大阪府第三尋常中学校として開校した。
当初、若江郡八尾村大字八尾（現・本町4丁目）の大信寺対面所を仮校舎として授業していたが、1897年に中河内郡八尾村大字大信寺新田に校舎が完成し移転。1899年に大阪府第三中学校へ改称。1900年には長瀬川左岸の中河内郡龍華村大字安中に運動場が完成した。この左岸の校地が漸次拡張され、のちの校舎新築移転を期に現所在地となる。
その後、大阪府は中学校及高等女学校設置廃止規則（明治32年3月9日文部省令第14号）に基づき、府立のすべての中学校・高等女学校の校名を、所在地名に基づく名称への変更の認可を受けたため、大阪府第三中学校から1901年4月1日に大阪府八尾中学校へ改称された。
しかし改称直後の4月20日に 學校ノ名稱ニ關スル件（明治34年文部省令第11号）が出され、中学・高女の名称に、「○○県立・○○郡立」などの形で費用負担者の区分に応じた名称を冠することが義務づけられたため、改称2ヶ月後の6月3日付で大阪府立八尾中学校へと再改称された。
太平洋戦争後の1948年（昭和23年）の学制改革により、大阪府立八尾高等女学校（現・大阪府立山本高等学校）と交流（生徒・職員を交換）。男女共学の新制の大阪府立八尾高等学校に改編された。

### 年表
（年表の主な出典は公式サイト沿革のページ）
- 1895年（明治28年） - 2月21日、大阪府第三尋常中学校設置が告示（大阪府告示38号）。4月1日、若江郡八尾村大字八尾に開校
- 1897年 - 4月25日、中河内郡八尾村大字大信寺新田に校舎が完成し移転
- 1899年 - 大阪府第三中学校と改称
- 1901年 - 4月1日、大阪府八尾中学校と改称。6月3日、大阪府立八尾中学校と改称
- 1934年（昭和9年） - 6月、中河内郡龍華町大字安中に新校舎が完成し移転（現在地。昭和校舎）
- 1944年～1945年 - 校庭に兵舎が建設される、生徒が近隣の工場に勤労動員
- 1948年 - 4月、戦後の学制改革により新制高校の大阪府立八尾高等学校に改編（全日制課程普通科）。大阪府立八尾高等女学校（現・大阪府立山本高等学校）と職員・生徒の交流。10月、定時制課程を設置
- 1994年（平成6年） - 新校舎が竣工（現在の平成校舎）
- 2002年 - 3月22日、大阪教育大学との高大連携協定締結。7月18日、大阪府教育委員会からエル・ハイスクール事業に指定（2003年度より5年間）
- 2003年 - 6月19日、エコハイスクールに指定
- 2005年 - 文部科学省の人権教育課題研究校に指定
- 2006年 - 特別教室棟屋上に太陽光発電システム設置
- 2008年 - 3月31日、定時制課程を廃止（閉課程）

## 基礎データ

### 交通アクセス
鉄道
- 近鉄大阪線近鉄八尾駅より南西へ約1.2km（徒歩で約15分）
- JR関西本線（大和路線）八尾駅より北へ約1km（徒歩で約13分）

## 諸活動

### 部活動
- 硬式野球部 - 春夏あわせて10回（春6回・夏4回）甲子園に出場している。春は1929年（第6回）・1931年（第8回）・1952年（第24回）にてベスト4、夏は1952年の（第34回）にて準優勝の成績をあげている。準優勝した夏の第34回大会では、エースの木村保が大阪大会初戦から甲子園準決勝まで10試合連続で完封した（決勝の対芦屋戦初回に初失点）。また、夏は1915年（第1回）から地方大会に参加している大阪府勢5校のひとつで、1921年（第7回）と1922年（第8回）の2回不参加があるだけで、明星高等学校（1941年〈第27回〉と1979年〈第61回〉の2回不参加）および大阪府立北野高等学校（1916年〈第2回〉から参加、1923年〈第9回〉の1回不参加）と並んで、皆勤校である大阪府立市岡高等学校、第2回大会から連続参加している桃山学院高等学校に次いで3番目に参加回数が多い。

## 学校施設
敷地面積は、大阪府立鳳高等学校に次いで府立高校で2番目に広いとされる。
1948年（昭和23年）大阪府立山本高等学校の校舎が新制の中学校に転用となったため、山本高校が八尾高校内に移転。また同年5月より9月まで、久宝寺村立中学校（現・八尾市立久宝寺中学校）も八尾高校の校舎を借用したため、一時3校が同居していた。なお山本高校は1950年に元の校舎に復帰している。
- 昭和校舎 - 1934年、長瀬川左岸の校地に鉄筋コンクリート造で建設し移転（現在地）。太平洋戦争中の一時期、空襲の目標になることを避けるため迷彩が施された。
- 平成校舎 - 1994年（平成6年）に建て替えられた（現校舎）。

## 高校関係者と組織

### 関連団体
- 大阪府立八尾高等学校同窓会 - 同窓会。固有の団体名は無し

### 著名な出身者
政治・行政
- 一柳良雄 - 経営コンサルタント。元通商産業省総務審議官（高16期）
- 岡本泰明 - 柏原市長（第4代）
- 塩川正十郎 - 財務大臣（第2代）（中40期）
- 伏見格之助 - 東大阪市長（第2代）（中37期）
- 長尾淳三 - 東大阪市長（第5・7代。初の共産党員市長）
- 西辻豊 - 八尾市長（第4代）
- 山西敏一 - 柏原市長（第3代）

経済
- 前田新造 - 資生堂相談役
- 牧野明次 - 岩谷産業代表取締役会長。八尾高校同窓会長（高12期）
- 中嶋健吉 - マーケットアナリスト。元山一証券パリ現地法人社長。

学術
- 阿古智子 - 東京大学大学院総合文化研究科教授、現代中国学会理事長（高42期）
- 奥田昌道 - 法学者。元京都大学法学部長、元最高裁判事（高3期）
- 豊川義明 - 弁護士。関西学院大学客員教授
- 豊田政男 - 工学者。大阪大学名誉教授、元溶接学会会長（高15期）
- 仲村研 - 元同志社大学教授
- 西岡京治 - 農業指導者（高3期）
- 安井宏 - 元関西学院大学教授

文化・芸能
- 青木崇高 - 俳優（高50期）
- 石田長生 - ギタリスト（高23期）
- 今中楓溪 - 歌人（中3期）
- 大月みやこ - 演歌歌手（高17期）
- 佳山隆生 - ペン画・水彩画家、ネームポエム作家、ラジオパーソナリティー（高34期）
- 神立尚紀 - 写真家・ノンフィクション作家（高34期）
- きのしたゆうこ - 声優、ナレーター、コラムニスト
- 五味康祐 - 小説家。『喪神』で第28回芥川賞（中40期）
- 坂上みき - パーソナリティー、ナレーター（高29期）
- 清水脩 - 作曲家。カワイ楽譜（現カワイ出版）元社長（中30期）
- 須川栄三 - 映画監督
- 鈴木哲彦 - 作詞家・作曲家。little by littleメンバー。アイアンクリエイティヴ社長
- 田中友幸 - 映画プロデューサー（中32期）
- 花愛望都 - 元宝塚歌劇団（高31期）
- 本間昭光 - 音楽プロデューサー、作曲家 (高35期）
- 山野さと子 - 歌手（高34期）

スポーツ
- 岡本一雄 - 元プロ野球選手
- 菊矢吉男 - 元プロ野球選手
- 木村保 - 1952年夏の甲子園準優勝投手。元南海ホークス
- 久野剛司 - 元プロ野球選手
- 黒沢俊夫 - 元プロ野球選手。日本初の永久欠番選手
- 中務敏宏 - バスケットボール選手
- 法元英明 - 元中日ドラゴンズ外野手

その他
- 宮野善治郎 - 日本海軍人（中34期）二〇四空飛行隊長